# David Bedford (músico)
David Vickerman Bedford (4 de agosto de 1937 - 1 de outubro de 2011), foi um compositor e músico Inglês. Ele escreveu e tocou tanto música popular quanto música clássica.
Ele era irmão do maestro Steuart Bedford e neto do compositor, pintor e escritor Herbert Bedford e da compositora Liza Lehmann.
Entre os anos de 1969 e 1981, Bedford foi compositor residente no Queens' College, Londres. Entre 1968 e 1980 ele ensinou música em várias escolas secundárias de Londres. Em 1996 ele foi nomeado compositor em associação a Sinfonia Inglêsa. Em 2001 foi nomeado presidente Performing Right Society, tendo sido anteriormente vice-presidente.
Bedford morreu em decorrência de um câncer no pulmão em 1 de outubro de 2011 aos 74 anos de idade.